# 2442 Korbet
2442 Korbet (mednarodno ime je 2442 Corbett) je asteroid tipa V v glavnem asteroidnem pasu. 

## Odkritje
Asteroid je odkrila češka astronomka Zdeňka Vávrová  3. oktobra 1980  na Observatoriju Kleť (Češka).

## Lastnosti
Asteroid Korbet obkroži Sonce v 3,69 letih. Njegova tirnica ima izsrednost 0,118, nagnjena pa je za 5,088° proti ekliptiki .